# Flavanona

Esqueleto de flavanona con localizadores

Las flavanonas son un tipo de flavonoides. Están glicosiladas en general por un disacárido en la posición siete para dar flavanona glucósidos.

## Lista de flavanonas
- Butina
- Eriodictiol
- Hesperetina
- Hesperidina
- Homoeriodictiol
- Isosakuranetina
- Naringenina
- Naringina
- Pinocembrina
- Poncirina
- Sakuranetina
- Sakuranina
- Sterubin

## Metabolismo
La enzima chalcona isomerasa utiliza una chalcona -como compuesto para producir una flavanona.
La flavanona 4-reductasa es una enzima que utiliza (2S) - flavan-4-ol y NADP+ para producir (2S) -flavanone, NADPH y H+.

## Síntesis
Existen numerosos métodos para la química y la síntesis enantioselectiva bioquímica de flavanonas y compuestos relacionados.